# ミラード・ミッチェル
ミラード・ミッチェル(Millard Mitchell、1903年8月14日 - 1953年10月13日）は約30の映画と2つのテレビドラマに出演したアメリカの俳優である。
ハバナで生まれ、1931年から1936年にかけて8本の映画に端役として出演したあと、6年あけて1942年から映画に復帰、1942年から1953年まで助演男優として活躍した。1952年の映画『白昼の脱獄』でゴールデングローブ賞 助演男優賞を受賞している。ミラード・ミッチェルはビリー・ワイルダー監督の1948年の映画『異国の出来事』でのプラマー大佐役、1949年の映画『頭上の敵機』でのプリチャード少将役、1952年のミュージカル映画『雨に唄えば』でのシンプソン役として知られる。
ミッチェルは肺癌のためサンタモニカで50歳で死去、 カルバーシティのホーリー・クロス墓地に埋葬された。

## 主な出演作
- Secrets of a Secretary (1931)
- 愛のレッスン A Lesson in Love (1931)
- 過ちのグランド・セントラル Grand Central Murder (1942)
- Slightly Dangerous (1943)
- Swell Guy (1946)
- 死の接吻 Kiss of Death (1947)
- 二重生活 A Double Life (1947)
- 異国の出来事 A Foreign Affair (1948)
- 深夜復讐便 Thieves' Highway (1949)
- 私も貴方も Everybody Does It (1949)
- 頭上の敵機 Twelve O'Clock High (1949)
- 拳銃王 The Gunfighter (1950)
- ウィンチェスター銃'73 Winchester '73 (1950)
- Convicted (1950)
- Mister 880 (1950)
- 駆潜艇PC-1168 You're in the Navy Now (1951)
- 白昼の脱獄 My Six Convicts (1952)
- 雨に唄えば Singin' in the Rain (1952)
- 裸の拍車 The Naked Spur (1953)
- Here Come the Girls (1953)